# Elektromote

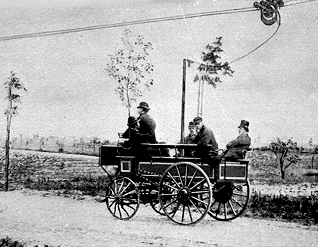
Elektromote - pierwszy na świecie trolejbus, 1882, Berlin, Niemcy

Elektromote – pierwszy na świecie trolejbus, który został publicznie zaprezentowany 29 kwietnia 1882 roku przez wynalazcę dr. Ernsta Wernera von Siemensa na przedmieściach Berlina w Halensee. Elektromote działał od 29 kwietnia do 13 czerwca 1882 na próbnej trasie o długości 541 metrów pomiędzy stacją kolejową w Halensee przy ulicy Straße nr 5, dzisiejsza Joachim-Friedrich-Straße a Straße nr 13, dzisiejsza Johann-Georg-Straße, przecinając ulicę Kurfürstendamm na placu Kurfürstenplatz.
Elektromote był czterokołowym pojazdem wyposażonym w dwa silniki elektryczne o mocy 2,2 kW, które za pomocą przekładni łańcuchowej były połączone z tylnymi kołami. Był on zasilany prądem stałym o napięciu 550 V. Energia elektryczna była dostarczana do pojazdu poprzez elastyczny kabel zakończony urządzeniem zwanym oryginalnie Kontaktwagen, które składało się z ośmiu obracających się kół biegnących po sieci trakcyjnej.
Eksperymentalny pojazd spełniał wszystkie kryteria typowego trolejbusu. Po zamknięciu demonstracyjnej linii trolejbusowej 13 czerwca trasa została zdemontowana 20 czerwca 1882.